# Gargas (Vaucluse)
Gargas è un comune francese di 3 023 abitanti situato nel dipartimento della Vaucluse della regione della Provenza-Alpi-Costa Azzurra.

## Società

### Evoluzione demografica
Abitanti censiti